# うるし原智志
うるし原 智志（うるしはら さとし、1966年2月9日 - ）は、広島県出身の男性アニメーター、キャラクターデザイナー、漫画家。血液型はO型。オフィス・アースワーク所属。本名は漆原 智志（読みは同じ）。

## 経歴・人物
1983年、広島県立宮島工業高等学校3年在学中によしもときんじと出会い、意気投合。その後、角川映画のアニメ『少年ケニヤ』のアニメーター一般公募に応募して合格。劇中のサイとカバの格闘シーンの一部を描く。余談だが、この出来事は同級生で友人の大張正己が業界入りするきっかけともなった。
1984年、高校卒業後に『少年ケニヤ』の制作を担当していた東映動画へ入社。動画経験を積んだ後、日米合作作品のTVアニメ『トランスフォーマー』で原画に昇格。
1985年、東映動画を退社後にフリーランスとなった以降はOVA作品を中心に活躍。『メガゾーン23 PART II　秘密く・だ・さ・い』の原画でAICのプロデューサーの三浦亨に注目され、アダルトアニメ『ホワイトシャドウ』でキャラクターデザイン・作画監督を務めた。
1989年、ヒロイック・ファンタジーに材を取った『極黒の翼バルキサス』でキャラクターデザイン・作画監督を務め、監督のよしもとと協力。よしもととは以降もコンビを組み、『プラスチックリトル』『校内写生2』などで共に活躍することとなる。特に、原作・キャラクターデザイン・作画監督・演出として参加した『プラスチックリトル』の入浴シーンでは、並々ならぬ乳揺れへの執着を見せた。
1990年、よしもときんじや桜美勝志らとオフィス・アースワークを設立、現在に至る。
女性キャラクターのヌード、特に大きく形の良い乳房や、乳首と乳輪の写実的なディテール（皺やモントゴメリー腺など）を描くことを得意とし、自身も女性のイラストを手がけることが好きと公言する。また、ヌードイラストを描く際には陰毛を濃密に描写することが多い。

## 主な作品
それぞれの作品でのクレジット表記や、アースワーク公式サイトで公表していた一覧より記述。

### テレビアニメ
- ダンジョン&ドラゴン（動画・原画）
- マペット・ベイビーズ（動画・原画）
- 地上最強のエキスパートチーム G.I.ジョー（原画）
- 戦え!超ロボット生命体トランスフォーマー（原画・作画監督）
- 星銃士ビスマルク（原画）
- うる星やつら（原画）
- 北斗の拳（原画）
- 宇宙船サジタリウス（原画）
- ジェム（原画）
- ついでにとんちんかん（オープニングアニメーション原画）
- 愛の若草物語（原画）
- 鴉天狗カブト（メインキャラクターデザイン・第1話作画監督）
- ラブひな クリスマススペシャル 〜サイレント・イヴ〜（原画）
- ふしぎ星の☆ふたご姫（第30話：原画）
- Fate/stay night（第16話：原画）
- ゼロの使い魔（第1話：原画）
- ゴーストハント（第9話：原画）
- 一騎当千 Dragon Destiny（エンディングアニメーション作画監督）
- げんしけん2（オープニングアニメーション作画監督・原画）
- とある魔術の禁書目録（オープニングアニメーション原画）
- クイーンズブレイドシリーズ
  - クイーンズブレイド 流浪の戦士（第2話：絵コンテ）
  - クイーンズブレイド 玉座を継ぐ者（エンディングアニメーション作画監督）
- 神のみぞ知るセカイII（第11話：予告イラスト）
- 機巧少女は傷つかない（エンディングアニメーション特技作画監督）
- モモキュンソード（オープニングアニメーション原画）
- レーカン!（オープニングアニメーション原画）
- sin 七つの大罪（絵コンテ、原画）
- じょしおちっ!〜2階から女の子が…降ってきた!?〜（キャラクターデザイン）

### 劇場アニメ
- Gallavants（動画）
- トランスフォーマー ザ・ムービー（パイロット版の一部メカニックデザイン・原画）
- 劇場版聖闘士星矢シリーズ
  - 聖闘士星矢 神々の熱き戦い（原画）
  - 聖闘士星矢 真紅の少年伝説（原画）
- 魁!!男塾（原画）
- AKIRA（原画）
- ファイブスター物語（作画監督補）
- 三国志 第二部・長江燃ゆ!（原画）

### 一般OVA
- ガルフォース（原画）
- ウォナビーズ（原画）
- 湘南爆走族シリーズ
  - 湘南爆走族II 1/5 LONELY NIGHT（原画）
  - 湘南爆走族III 10オンスの絆（原画）
  - 湘南爆走族4 ハリケーン・ライダーズ（原画）
- 真魔神伝 バトルロイヤルハイスクール（作画監督補・原画）
- Good Morning アルテア（レイアウト）
- ハイスクールAGENT（原画）
- 竜世紀 神章A.D 1990 璃子（原画）
- トップをねらえ!（第2話：作画監督補）
- クライング フリーマンシリーズ
  - クライング フリーマン3 比翼連理（キャラクターデザイン・作画監督）
  - クライング フリーマン4 雄首冬獄（キャラクターデザイン・作画監督）
- 極黒の翼バルキサス（企画・原案・絵コンテ・演出・キャラクターデザイン・作画監督・原画・動画）
- メガゾーン23 PART II（原画）
- 孔雀王2 幻影城（作画監督補・原画）
- ライディングビーン（メカニック設定）
- クレオパトラD.C.シリーズ
  - クレオパトラD.C. アポロンの雷（作画監督補）
  - クレオパトラD.C. パンドラの匣（原画）
- ロードス島戦記（第1話：原画、第5話：作画監督）
- 冥王計画ゼオライマー（PROJECT III：原画）
- バブルガムクライシスシリーズ
  - バブルガムクライシス PART6 RED EYES（原画）
  - バブルガムクライシス PART7 DOUBLE VISION（ゲストキャラクターデザイン・総作画監督）
- プラスチックリトル（原作・演出・キャラクターデザイン・作画監督・原画）
- 超時空世紀オーガス02（原画）
- クイーンズブレイド グリムワール（キャラクターデザイン・作画監督）※登場人物キューエルについてのみ担当

### 18禁OVA
- 超能力少女バラバンバ（パッケージイラスト・メカニックデザイン・原画）
- フルーツバージョン（原画）
- くりいむレモンシリーズ
  - ホワイトシャドウ（キャラクターデザイン・作画監督・原画）
  - 亜美・それから（友情作画監督）
- 校内写生2（第1話：演出・キャラクターデザイン・作画監督・原画、第4話：キャラクターデザイン・作画監督・原画）[7]
- 淫獣学園 La☆BlueGirl（絵コンテ）
- フロントイノセント（原作・監督・脚本・絵コンテ・キャラクターデザイン・作画監督）

### 一般ゲーム
- ラングリッサーシリーズ（キャラクターデザイン・原画）[8]
- グローランサーシリーズ（絵コンテ・キャラクターデザイン・作画監督・原画）
- 重装機兵ヴァルケン（キャラクターデザイン）
- アマランスシリーズ
  - アマランスII（パッケージイラスト）
  - アマランスIII（パッケージイラスト）

### 18禁PCゲーム
- 秘密の花園（キャラクターデザイン・原画・作画監督）[9]

### アーケードゲーム
- ロードブラスター（原画 データイースト）
- 麻雀ANGEL KISS（ジャレコ）[10]

### 漫画

#### コミックス
- レジェンド・オブ・レムネア（原案：よしもときんじ、『極黒の翼バルキサス』のコミカライズ）全3巻／愛蔵版全2巻
- キラリティー（月刊コミックNORA連載）全3巻／愛蔵版全2巻
- ラグナロックシティ（月刊コミックNORA連載）全1巻[11]
- プラスチックリトル（月刊コミックNORA連載）全1巻／オールカラー完全版全1巻
- VAMPIRE MASTER ダーククリムゾン（原案協力：高瀬美恵、月刊マガジンZ連載、未完）全3巻／愛蔵版全4巻[12]
- 悠久黙示録エイドロンシャドー（原案：よしもときんじ、月刊コミック電撃大王、未完）全2巻

#### 未単行本化作品
- SHADOW ANGEL
- 愛する人へ…（作画：木村義浩、コミック桃姫連載）
- 凌辱の刻（『愛する人へ…』のリメイク、『木村義浩withうるし原智志』名義、COMIC TENMA連載）
- 御譜の剣（プチマガジンcomic モエマックスJr.連載）

他、読み切り作品多数

### 画集
- 『SATOSHI URUSHIHARA CELL WORKS ―うるし原智志セルワークス―』（ムービック、1994年5月1日初版発行）ISBN 4-89601-086-8
- 『うるし原智志イラスト集 VENUS』（学習研究社〈GAKKEN MOOK〉、1997年11月6日第1刷発行）ISBN 4-05-601681-X
- 『うるし原智志イラスト集 レジェンド・オブ・ラングリッサー』（学習研究社〈GAKKEN MOOK〉、1998年8月14日第1刷発行）ISBN 4-05-601955-X
- 『グローランサー キャラクターコレクション』（メディアワークス、2002年8月25日初版発行）ISBN 4-8402-1918-4
- 『うるし原智志イラスト集 LOVE 裸舞』（学習研究社〈GAKKEN MOOK〉、2003年5月2日第1刷発行）ISBN 4-05-603122-3
- 『うるし原智志イラスト集 U:COLLECTION』（講談社、2003年12月16日第1刷発行）ISBN 4-06-364533-9
- 『うるし原智志イラスト集 Φ』（学習研究社〈GAKKEN MOOK〉、2005年5月1日第1刷発行）ISBN 4-05-603961-5
- 『うるし原智志ビジュアルワークス ―フロントイノセント VOL.1より―』（エンターブレイン、2005年10月14日初版発行）ISBN 4-7577-2496-9
- 『うるし原智志イラスト集 Σ』（学習研究社〈GAKKEN MOOK〉、2006年7月29日第1刷発行）ISBN 4-05-604485-6
- 『「麗裸」うるし原智志イラスト集』（学研パブリッシング〈GAKKEN MOOK〉、2009年12月15日第1刷発行）ISBN 978-4-05-605670-9
- 『グローランサーアートワークス』（一迅社、2010年7月5日初版発行）ISBN 978-4-7580-1172-3
- 『姦 ―KAN―』（茜新社〈TENMA COMICS SPECIAL〉、2012年1月30日初版発行）ISBN 978-4-86349-263-9
- 『嬲 ―NABURU―』（茜新社〈TENMA COMICS SPECIAL〉、2016年9月10日初版発行）ISBN 978-4-86349-574-6
- 『うるし原智志原画集 フロントイノセント Vol.2』（ウィーチェ・ピュビス、2019年12月31日発行[13]）※同人誌

### うるし原智志マガジン
- 『U-LOVERSうるし原智志マガジン vol.1』（学研パブリッシング〈GAKKEN MOOK〉、2011年6月20日第1刷発行）ISBN 978-4-05-606097-3
- 『U-LOVERSうるし原智志マガジン vol.2』（学研パブリッシング〈GAKKEN MOOK〉、2013年10月16日第1刷発行）ISBN 978-4-05-606721-7

### 挿絵
- クリスタニアシリーズ
- お嬢様×戦車（2009年4月、美少女文庫、著者：森野一角、表紙イラストと中綴ピンナップのみ担当）
- クリスティナ戦記 奉仕の姫騎士と国境の商人（2015年9月、美少女文庫、著者：わかつきひかる）
- 監獄城の囚人姫（2016年2月、美少女文庫、著者：わかつきひかる）
- 僕の小さなエルフ義母（2018年5月、美少女文庫、著者：わかつきひかる）

### その他
- Battle Beasts（TVCM作画監督・原画）
- ゲームボーイ (ゲーム雑誌) （表紙絵）1989年-1991年
- COMIC TENMA （表紙絵、ピンナップ）2002年7月号-2005年8月号、2005年12月号、2006年3月号-2016年5月号
- コミックヴァルキリー （ピンナップ／隔月刊）2008年1、3、9、11月号、2009年5月号-2012年11月号
- 月刊ヤングキング （ピンナップ／隔月掲載）2008年4月号、2010年6月号-2012年2月号、2012年6月号-2013年2月号
- comic モエマックスJr. （表紙絵／不定期刊行）2009年6月号-2011年9月号
- 二次元ドリームマガジン （ピンナップ／隔月刊）2009年10月号、2012年2月号、2013年2-8、12月号、2014年4月号-継続中

## アシスタント
- 草野紅壱
- 政一九
- かとうひでお